# Акопян, Ваге Максимович
Ваге Максимович Акопян (род. 18 мая 1977, Каджаран) — армянский политический деятель.

## Биография
В 1999 году окончил Ереванский институт народного хозяйства. В 1999 поступил в аспирантуру Института экономических исследований Министерства финансов и экономики Республики Армения.
В 1999 году являлся председателем совета ООО «АВСАП». 2000—2002 гг. — начальник отдела мониторинга управления мониторинга и аудита Министерства управления государственным имуществом Республики Армения. В 2003 г. защитил диссертацию и получил учёную степень кандидата экономических наук. 2003—2004 гг. — исполнительный директор общества «Зангезур Майнинг».
2004—2007 гг. — депутат Национального Собрания третьего созыва (избирательный округ 52). Член Постоянной комиссии по финансово-кредитным, бюджетным и экономическим вопросам Национального Собрания. Во фракциях и депутатской группе не состоял. Беспартийный.
2007—2012 гг. — депутат Национального Собрания четвертого созыва (избирательный округ 38). 19.06.2007—07.05.2008 гг. — член Постоянной комиссия по государственно-правовым вопросам Национального Собрания, 07.05.2008—05.02.2010 гг. — член Постоянной комиссия по защите прав человека и общественным вопросам Национального Собрания, с 05.02.2010—31.05.2012 гг. — член Постоянной комиссии по экономическим вопросам Национального Собрания.
06 мая 2012 года избран депутатом Национального Собрания пятого созыва по избирательному округу № 38.
С мая 2013 года — губернатор Сюникской области Армении.
В сентябре—ноябре 2014 года — председатель комитета водного хозяйства Армении.